# Martí Marín Corbera
Martí Marín i Corbera (Sabadell, 1965) és historiador, professor i escriptor català.
El 1993 es va doctorar en història contemporània a la Universitat Autònoma de Barcelona, on des de 1994 treballa de professor. La seva tesi doctoral va ser publicada l'any 2000 sota el títol Els ajuntaments franquistes a Catalunya. Política i administració municipal, 1938-1979. Ha estudiat durant anys la immigració a Catalunya durant el període franquista i ha col·laborat amb diverses publicacions com L'Avenç, Recerques, Hispania, entre d'altres. El 2004 va comissariar l'exposició "D’immigrants a ciutadans. La immigració a Catalunya del franquisme a la recuperació de la democràcia" al Museu d'Història de la Immigració de Catalunya. Antimilitarista, va fer diverses campanyes d'activisme a favor de la insubmissió contra el servei militar obligatori. També ha sigut membre de l'Assemblea Antimilitarista de Catalunya, des d'on ha promogut campanyes d'objecció fiscal.

## Obres[5]
- El catalanisme conservador (1996)
- Volums 10 i 11 d’Història, política, societat i cultura dels Països Catalans (1997 i 1998)
- Les ruptures de l'any 1939 (2000)
- Violència i repressió a Catalunya durant el franquisme. Balanç historiogràfic i perspectives (2001)
- Catalanisme, clientelisme i franquisme: Josep Maria de Porcioles (2000)[6]
- Joan Sallarès i Pla, industrial i polític (2001)
- Història del franquisme a Catalunya (2006)
- Memòries del viatge (1940-1975) (2009)[7]
- «¡Ha llegado España!» La política del franquisme a Catalunya 1938-1977 (Eumo, 2019)
- Franquisme, suburbalització i dictadura a Catalunya: Sabadell 1939 - 1962, un cas paradigmàtic (Dstoria Edicions, 2019)